# Capperia britanniodactylus
Capperia britanniodactylus är en fjärilsart som beskrevs av Charles Stuart Gregson 1869. Capperia britanniodactylus ingår i släktet Capperia och familjen fjädermott. Inga underarter finns listade i Catalogue of Life.